# HNK Cibalia
Pour les articles homonymes, voir HNK.
Le HNK Cibalia Vinkovci est un club de football croate basé à Vinkovci.

## Historique
- 1919 : fondation du club sous le nom de HNK Cibalia Vinkovci
- 1947 : fusion avec le NK Sloga Vinkovci en NK Dinamo Vinkovci
- 1990 : le club est renommé HNK Cibalia Vinkovci

## Bilan sportif

### Palmarès
- Championnat de Croatie de deuxième division : 
  - Champion : 1998 (Est), 2005 (Nord), et 2016

- Coupe de Croatie : 
  - Finaliste : 1999

### Bilan européen
Note : dans les résultats ci-dessous, le score du club est toujours donné en premier
| Saison    | Compétition     | Tour            | Club                | Domicile | Extérieur | Total |
| --------- | --------------- | --------------- | ------------------- | -------- | --------- | ----- |
| 2000      | Coupe Intertoto | Premier tour    | Obilić Belgrade     | 3 - 1    | 1 - 1     | 4 - 2 |
| 2000      | Coupe Intertoto | Deuxième tour   | FC Tatabánya        | 0 - 0    | 2 - 3     | 2 - 3 |
| 2003      | Coupe Intertoto | Deuxième tour   | Chakhtior Salihorsk | 4 - 2    | 1 - 1     | 5 - 3 |
| 2003      | Coupe Intertoto | Troisième tour  | Tampere United      | 0 - 1    | 2 - 0     | 2 - 1 |
| 2003      | Coupe Intertoto | Demi-finales    | VfL Wolfsburg       | 1 - 4    | 0 - 4     | 1 - 8 |
| 2010-2011 | Ligue Europa    | Deuxième tour Q | Cliftonville FC     | 0 - 0    | 0 - 1     | 0 - 1 |

Légende
- Victoire ou qualification pour le tour suivant
- Match nul
- Défaite ou élimination de la compétition